# Оренбургский учебный округ
Оренбургский учебный округ – был учреждён в 1874 году. В состав округа входили: Пермская, Уфимская и Оренбургская губернии, а также Уральская и Тургайская области. С 1907 года попечитель Оренбургского учебного округа находился в Уфе.

## История
Округ был создан при министре просвещения Дмитрии Андреевиче Толстом.
В 1918 году Оренбургский учебный округ был расформирован.

## Попечители
| Ф. И. О.                           | Титул, чин, звание               | Время замещения должности           |
| ---------------------------------- | -------------------------------- | ----------------------------------- |
| Пётр Алексеевич Лавровский         | тайный советник                  | 01.01.1875—31.03.1880               |
| Владимир Никитович Даль            | тайный советник                  | 31.03.1880—1882                     |
| Хрисанф Петрович Сольский          | тайный советник                  | 20.09.1882—18.03.1885               |
| Дмитрий Сергеевич Михайлов         | тайный советник                  | 18.03.1885—1889                     |
| Иван Яковлевич Ростовцев           | действительный тайный советник   | 31.01.1890—19.03.1904               |
| Николай Чеславович Зайончковский   | действительный статский советник | 23.03.1904—13.01.1906               |
| Николай Алексеевич Бобровников     | тайный советник                  | 13.01.1906—1908                     |
| Александр Васильевич Никитский     | тайный советник                  | 17.11.1908—1910                     |
| Фёдор Николаевич Владимиров        | действительный статский советник | 01.02.1910—1913                     |
| Нил Иванович Тихомиров             | тайный советник                  | 13.08.1913—10.10.1915               |
| Алексей Николаевич Деревицкий      | действительный статский советник | 1916—1917                           |
| Владимир Александрович Гордлевский | действительный статский советник | 1917 (при Временном правительстве). |

## Статистика
По финансированию содержания и строительства начальных школ округ стоял на последнем месте среди остальных округов Европейской России.
По состоянию на 1915 год Оренбургский учебный округ насчитывал 8 369 заведений всех типов, в которых обучалось в общей сложности 540 230 учащихся, в том числе начальных школ 7 524 с числом учащихся 481 874. В распределении по административно-территориальным составляющим округа:
- Оренбургская губерния: учебных заведений — 2 046, учащихся — 138 853.
- Пермская губерния: учебных заведений — 3 238, учащихся — 231 356.
- Уфимская губерния: учебных заведений — 1 939, учащихся — 117 934.
- Тургайская область: учебных заведений — 558, учащихся — 26 284.
- Уральская область: учебных заведений — 588, учащихся — 25 803.

Распределение учащихся по типам учебных заведений (в числителе — количество учащихся, в знаменателе — число учебных заведений).
| Тип заведения                                                   | 1             | 2             | 3             | 4          | 5          |
| --------------------------------------------------------------- | ------------- | ------------- | ------------- | ---------- | ---------- |
| Средние учебные заведения                                       |               |               |               |            |            |
| Гимназии, прогимназии, институты и лицеи                        | 4,644 11      | 11,484 28     | 5,344 14      | 290 2      | 762 3      |
| Реальные училища                                                | 934 3         | 2,076 8       | 863 4         | 146 1      | 494 1      |
| Духовные                                                        | 1,127 4       | 1,690 8       | 851 3         |            | 136 1      |
| Педагогические                                                  | 240 2         | 539 9         | 228 3         | ? 4        | 55 2       |
| Военные                                                         | 717 3         |               |               |            |            |
| Лесные и сельскохозяйственные                                   |               |               | 234 6         |            | 102 1      |
| Технические и ремесленные                                       | 344 3         | 1,147 15      | 800 14        | ? 1        | 86 1       |
| Коммерческие, торговые и промышленные                           |               | 623 3         | 255 2         |            |            |
| Художественные                                                  |               | 108 1         |               |            |            |
| Межевые, таксаторские и топографические                         |               |               | 199 1         |            |            |
| Частные учебные заведения и при церквях иностранных исповеданий | 719 14        | 937 16        | 235 5         | ? 1        | 2,869 139  |
| Прочие учебные заведения                                        |               |               |               |            |            |
| Религиозные нехристианские                                      | 16,374 480    |               | 496 9         | ? 12       | 208 7      |
| Начальные учебные заведения                                     |               |               |               |            |            |
| Низшие                                                          | 113,754 1,526 | 212,752 3,150 | 108,429 1,878 | 25,848 537 | 21,091 433 |

Примечание. Цифрами в столбцах таблицы обозначены административно-территориальные составляющие учебного округа:
- 1 — Оренбургская губерния
- 2 — Пермская губерния
- 3 — Уфимская губерния
- 4 — Тургайская область
- 5 — Уральская область